# Anton Froschauer

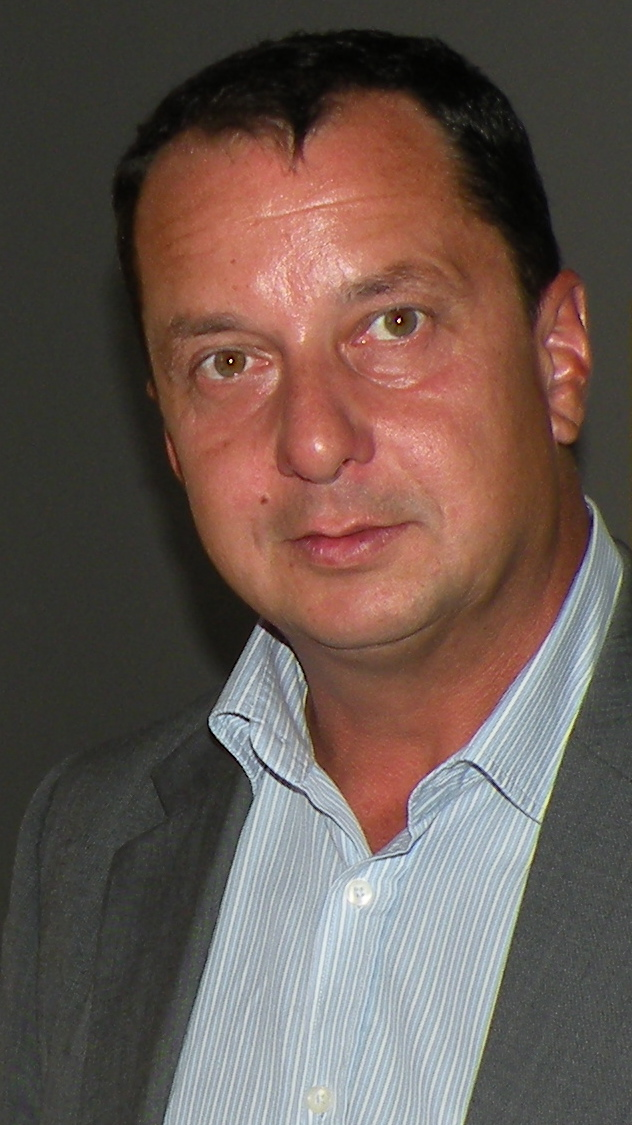
Anton Froschauer (2011)

Anton Froschauer (* 26. August 1963 in Baumgartenberg) ist ein österreichischer Politiker der Österreichischen Volkspartei (ÖVP). Seit 2007 ist er Bürgermeister von Perg. Vom 20. September 2018 bis zum 18. September 2019 war er vom Oberösterreichischen Landtag entsandtes Mitglied des Bundesrates. Seit dem 19. September 2019 ist er Abgeordneter zum Oberösterreichischen Landtag.

## Leben
Anton Froschauer besuchte nach der Volksschule in Baumgartenberg das Bundesgymnasium in Steyr und von 1977 bis 1983 das Bundesoberstufenrealgymnasium Perg. Nach dem Präsenzdienst 1983/84 war er ab 1984 Exekutivbeamter beim Landesgendarmeriekommando in Oberösterreich. Von 1992 bis 2007 war er selbständig als Trainer und Coach tätig.
Seit den 1980ern ist er in Perg politisch aktiv, wo er Gemeinderat und Stadtrat war, 1992 Stadtparteiobmann und 1997 Vizebürgermeister wurde. 2007 folgte er Hermann Peham als Bürgermeister von Perg nach, der dieses Amt ab 1985 ausübte. Bei den Gemeinderats- und Bürgermeisterwahlen in Oberösterreich 2009 und 2015 holte Froschauer für die ÖVP Perg die absolute Mehrheit. 2015 folgte er Franz Hiesl als ÖVP-Bezirksobmann im Bezirk Perg nach. Froschauer ist Obmann des Wirtschaftsparks Perg-Machland, des Vereins Stadtmarketing Perg und Mitglied mehrerer Gemeindeverbände.
Ab dem 20. September 2018 war er vom Oberösterreichischen Landtag entsandtes Mitglied des Bundesrates. Er rückte für Peter Oberlehner nach, der in den Landtag wechselte.
Mit 18. September 2019 folgte Froschauer Gabriele Lackner-Strauss als Abgeordneter im Oberösterreichischen Landtag nach, sein Bundesratsmandat übernahm Johanna Miesenberger. Im Herbst 2020 wurde er als Nachfolger von Ernst Lehner Bezirksobmann für den Bezirk Perg im Oberösterreichischen Gemeindebund.
Bei der Landtagswahl 2021 kandidiert er für die Oberösterreichische Volkspartei hinter Gertraud Scheiblberger auf dem zweiten Listenplatz im Landtagswahlkreis Mühlviertel. Im Juli 2021 gab er seine Kandidatur für eine dritte Amtsperiode als Bürgermeister von Perg bei den Gemeinderats- und Bürgermeisterwahlen 2021 bekannt. Bei der Bürgermeisterstichwahl am 10. Oktober 2021 erzielte er 53,4 Prozent der Stimmen, Gegenkandidat Andreas Köstinger (FPÖ) erhielt 46,6 Prozent der Stimmen. 2019 und im September 2024 wurde er als ÖVP-Bezirksparteiobmann bestätigt.
Im Landtagsklub der ÖVP Oberösterreich fungiert er als Bereichssprecher für Gemeinden, im Oktober 2021 wurde er stellvertretender Klubobmann.